# Leandro di Porcia
Leandro di Porcia (1673. – 1740.) bio je talijanski biskup i kardinal.
Bio je benediktinac iz opatije Monte Cassino. Dodijeljen mu je 10. svibnja 1728. kardinalski naslov hrvatske crkve svetog Jeronima u Rimu. Taj je naslov ostavio 10. srpnja 1728. te je optirao za kardinalski naslov Sv. Kalista.

### Članci
- Bogdan, Jure. 2005. Hrvatska crkva svetog Jeronima u Rimu i njezini kardinali naslovnici. Crkva u svijetu. Sveučilište u Splitu - Katolički bogoslovni fakultet. Split. 40 (2): 187–205